# 犀川神社太々神楽
犀川神社太々神楽（さいがわじんじゃだいだいかぐら）は、長野県長野市の安茂里地区にある犀川神社の秋季例大祭などで行われる室町時代後期以降の歴史ある祭（獅子舞）である。

## 歴史
犀川神社太々神楽は、戦国時代に信濃国川中島を訪れた伊勢神宮の御師から伝えられた獅子舞である。御師は古くから全国の檀家を回り、神札や伊勢暦などを配って参宮の勧誘をしたり、神宮を訪れる伊勢講の人々の宿泊や案内の世話をしていた。伝承によれば、武田信玄と上杉謙信の間で12年間にも及ぶ数度の合戦（川中島の戦い）が行われていたその時期、川中島を訪れた御師は、皇大神宮の神徳を広めるために芝居とともに獅子舞を見せ、悪魔をはらい、五穀豊穣を祈り、この土地の安泰と繁栄を願ったという。この芸能に感激した地域の有志が、旅を急ぐ御師を泊めて習ったのが始まりとされる。その後、仲間で練習を続け、御師が訪れた際は教えを請い、また伊勢地方にも何回か出向き、40 - 50年間の歳月をかけて現在の形に完成させたという。それから幾世代を通じて長野市安茂里地区に伝承され、長野市の民俗芸能無形文化財として指定された。

## 犀川神社と起源
犀川神社は善光寺から自動車で15分間ほど、長野市西部の安茂里地区にある。その起源は次のように伝えられている。
天安2年（858年）に比叡山延暦寺の円仁（慈覚大師）が、この地域に月林寺を創建した。この寺の鎮守の神として、琵琶湖南西の近江国坂本村の日吉山王大社の分霊を、現在の犀川神社の場所に安置して祀ったのが始まりである。江戸時代の初め、元和2年（1616年）に松平忠輝の家老、大久保長安から社領地の寄進があったとの記録ある。文政7年（1824年）に日吉山王宮から犀川神社へ社名変更し、現在に至る。

## 秋季例大祭での獅子舞と煙火の奉納
犀川神社では毎年9月21日に秋季例大祭宵宮祭が行なわれ、獅子舞と杜煙火（もりはなび）が奉納されている。長野市では多くの神社で獅子舞と煙火が奉納されているが、ともに文化財指定を受けているのは犀川神社のものだけである。この地域では獅子舞に加え、江戸時代から続く3流派（霞真流・大火流・昇声流）の煙火方が、打ち上げ花火のほか、境内全体を使った盛大な仕掛け花火を行って祭を盛り上げており、長野市周辺では「杜煙火のお祭り」としても有名である。